# Principe de Babinet
Pour les articles homonymes, voir Babinet.
En physique, le principe de Babinet est un théorème portant sur la diffraction. Il stipule que la forme d'une figure de diffraction est la même, en dehors de l'image géométrique, si elle est obtenue à partir d'un corps opaque ou de son « conjugué », obtenu en perçant une plaque aux emplacements où se situe ce corps.
L'exemple le plus simple d'utilisation de ce théorème est la diffraction par une fente : la figure est la même avec une fente ou avec un fil tendu.